# Felsit

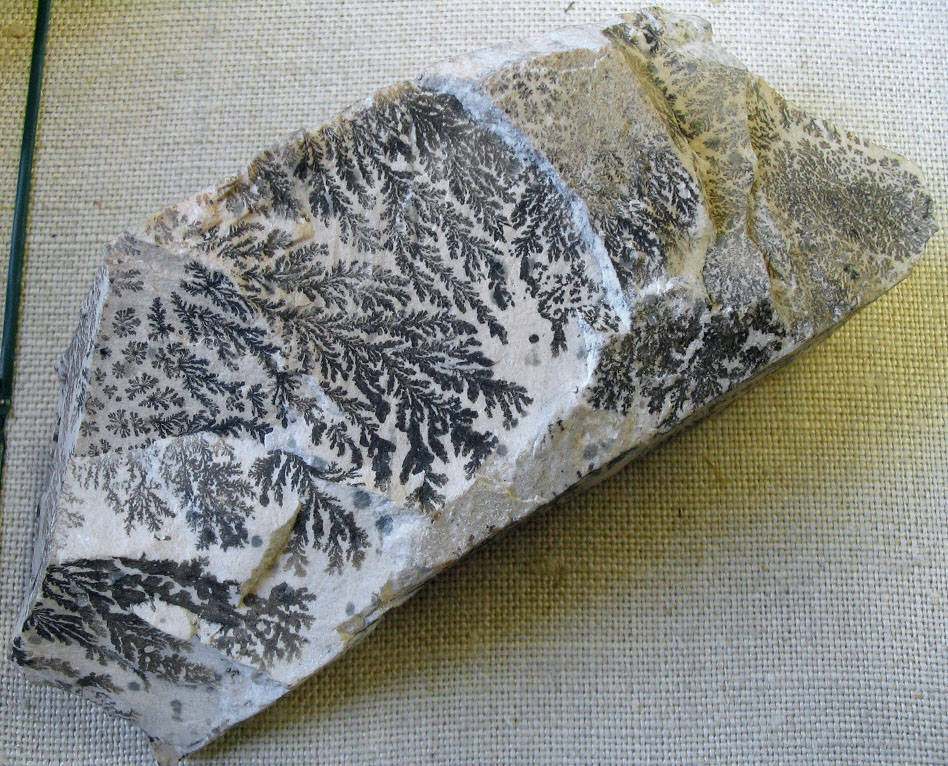
Felsit

Felsite sind allgemein helle magmatische oder metamorphe Gesteine, die hauptsächlich aus Quarz und Feldspat, also felsischen Mineralen, bestehen und eine Dichte kleiner als 3 g/cm³ haben.
Die Bezeichnung Felsit ist ein Kofferwort aus Feldspat (englisch feldspar) und Silica (englisch für Siliciumdioxid). Das entsprechende Adjektiv ist felsisch. Da Quarz aus Siliciumdioxid (SiO2) – chemisch inkorrekt oft als Kieselsäure bezeichnet – besteht, wird für Felsite nicht selten auch der Ausdruck saure Gesteine genutzt. Allerdings sind beide Bezeichnungen nicht vollsynonym, da sich felsisch auf den Mineralbestand und sauer auf die chemische Zusammensetzung (und zwar in erster Linie auf den hohen Anteil an Siliciumdioxid, „Kieselsäure“), insbesondere des Magmas beziehungsweise der Lava, aus dem das Gestein hervorgegangen ist, bezieht. Daher werden ausschließlich unmetamorphe magmatische Gesteine als sauer bezeichnet.
Das Adjektiv felsitisch steht darüber hinaus für ein feinkörniges bis dichtes und ohne besondere morphologische Kornausbildung gekennzeichnetes Gefüge felsischer Gesteine.
Felsische Glase wie Obsidian waren in Kulturen, in denen die Metallverarbeitung nicht bekannt war, bedeutende Rohstoffe für Werkzeuge und Waffen.